# Гаде, Сёрен
Сёрен Гаде Йенсен (дат. Søren Gade Jensen; род. 27 января 1963, Хольстебро) — датский политический и государственный деятель. Член Либеральной партии Дании (Венстре). Спикер фолькетинга с 16 ноября 2022 года. В прошлом — депутат Европейского парламента (2019—2022), депутат фолькетинга (2001—2010, 2015—2019), министр обороны Дании (2004—2010).

## Биография
Родился 27 января 1963 года в Хольстебро. Сын капитана торгового судна Поуля Йоргенсена (Poul Jørgensen) и медсестры Анны Гаде Йоргенсен (Anna Gade Jørgensen).
Окончил начальную школу Сёндерланд в Хольстебро. В 1980–1983 гг. учился в гимназии в Хольстебро. В 1983 году учился в школе сержантов в Сённерборге, затем на лейтенанта в Оксбёле. В 1990 году получил степень магистра экономики в Орхусском университете. В 1999 году окончил Датскую школу рекламы, получил диплом Международной рекламной ассоциации (IAA). В 1999 году прошёл курсы наблюдателей Организации Объединенных Наций (ООН) и награжден медалью Медаль Премии мира.
В 1983—1985 гг. служил офицером Ютландского драгунского полка. В 1988—1990 гг. — аналитик по бухгалтерскому учету в Hadsten Bank (ныне Aarhus Lokalbank). В 1990—1991 гг. — наблюдатель ООН. В 1991–1993 гг. — аналитик международного рынка в компании Cheminova Agro A/S. В 1993—1995 гг. работал в компании Dansk Supermarked A/S (ныне Salling Group). В 1995—2001 гг. — экономист по операциям в компании Færch Plast A/S в Хольстебро. В 2001—2004 гг. — управляющий центра R.A.R. Regnskabscenter (Бухгалтерский отдел амта Рингкёбинг) в Хольстебро. В 2012—2014 гг. — генеральный директор (CEO) Датской федерации сельского хозяйства и продовольствия (Landbrug & Fødevarer).
По результатам парламентских выборов 2001 года избран депутатом в округе Рингкёбинг. Переизбран в том же округе в 2005 году. В 2007 году избран в округе Западная Ютландия.
После отставки Свена Оге Енсбю на фоне скандала вокруг доклада о наличии оружия массового уничтожения у Саддама Хусейна, 24 апреля 2004 года назначен министром обороны Дании. Ушёл в отставку на фоне скандала с публикацией книги Jæger – i krig med eliten Томаса Ратсака об операциях датских спецподразделений за рубежом. Исполнял обязанности до 23 февраля 2010 года.
По результатам парламентских выборов 2015 года избран депутатом в округе Северная Ютландия. 28 июля назначен государственным аудитором.
По результатам выборов в Европейский парламент 2019 года избран депутатом Европейского парламента. Был членом группы «Обновляя Европу», заместителем председателя Комитета по рыболовству, членом Комитета транспорта и туризма и Специального комитета по борьбе с раком (с 2020), членом парламентской делегации по связям с Индией (2019—2020), председателем  парламентской делегации по связям с Индией (2020—2022). Покинул Европейский парламент 14 ноября 2022 года после избрания в фолькетинг.
По результатам парламентских выборов 2022 года снова избран депутатом фолькетинга в округе Западная Ютландия. 16 ноября 2022 года избран спикером фолькетинга.

## Личная жизнь
Вдовец. Жена — Хелле Бускбьерг Поульсен (Helle Buskbjerg Poulsen) умерла в 2008 году от рака.

## Награды
- Орден князя Ярослава Мудрого II степени (23 августа 2024 года, Украина) — за весомый личный вклад в укрепление межгосударственного сотрудничества, поддержку суверенитета и территориальной целостности Украины, популяризацию Украинского государства в мире[5]